# (23504) Haneda
(23504) Haneda est un astéroïde de la ceinture principale.

## Description
(23504) Haneda est un astéroïde de la ceinture principale. Il fut découvert le 7 mars 1992 à Geisei par Tsutomu Seki. Il présente une orbite caractérisée par un demi-grand axe de 2,66 UA, une excentricité de 0,09 et une inclinaison de 10,2° par rapport à l'écliptique.

## Compléments